# Red Point Provincial Park
Red Point Provincial Park är en park i Kanada.   Den ligger i provinsen Prince Edward Island, i den östra delen av landet, 1 100 km öster om huvudstaden Ottawa.
Terrängen runt Red Point Provincial Park är platt. Havet är nära Red Point Provincial Park åt sydost. Trakten är glest befolkad. Närmaste större samhälle är Souris, 9,1 km väster om Red Point Provincial Park. 